# Zorzines insulicola
Zorzines insulicola là một loài bướm đêm trong họ Noctuidae.